# Mohîlivka, Jmerînka
Mohîlivka (în ucraineană Могилівка) este un sat în comuna Demîdivka din raionul Jmerînka, regiunea Vinnița, Ucraina.

## Demografie
Componența lingvistică a localității Mohîlivka
     Ucraineană (97,26%)
     Rusă (2,32%)
Conform recensământului din 2001, majoritatea populației localității Mohîlivka era vorbitoare de ucraineană (97,26%), existând în minoritate și vorbitori de rusă (2,32%).